# Aniarella ferracciui
Aniarella ferracciui är en insektsart som beskrevs av Piza Jr. 1977. Aniarella ferracciui ingår i släktet Aniarella och familjen vårtbitare. Inga underarter finns listade i Catalogue of Life.